# Tossal del Colom
El Tossal del Colom és una muntanya de 637 metres que es troba al municipi de la Ribera d'Ondara, a la comarca catalana de la Segarra.